# Monomorium zulu
Monomorium zulu är en myrart som beskrevs av Santschi 1914. Monomorium zulu ingår i släktet Monomorium och familjen myror. Inga underarter finns listade i Catalogue of Life.